# Marwa Amri
Marwa al-Amri (in arabo مروى العامري‎?; Tunisi, 8 gennaio 1989) è una lottatrice tunisina.

## Biografia
Ha rappresentato la Tunisia ai Giochi olimpici estivi di Londra 2012, Rio de Janeiro 2016 e Tokyo 2020.

## Palmarès
- Giochi olimpici

Rio de Janeiro 2016: bronzo nei 58 kg.
- Mondiali

Parigi 2017: argento nei 58 kg.
- Giochi del Mediterraneo

Pescara 2009: argento nei 55 kg.
Mersin 2013: argento nei 55 kg.
Tarragona 2018: argento nei 62 kg.
- Giochi panafricani

Brazzaville 2015: bronzo nei 58 kg.
- Campionati africani

Tunisi 2008: argento nei 55 kg
Casablanca 2009: oro nei 55 kg
Il Cairo 2010: oro nei 55 kg
Dakar 2011: oro nei 55 kg
Marrakech 2012: oro nei 55 kg
N'Djamena 2013: oro nei 55 kg
Tunisi 2014: oro nei 55 kg
Alessandria d'Egitto 2015: oro nei 58 kg
Alessandria d'Egitto 2016: oro nei 58 kg
Marrakech 2017: oro nei 60 kg
Hammamet 2019: oro nei 62 kg
Algieri 2020: oro nei 62 kg
- Campionati arabi

Doha 2010: oro nei 55 kg